# Заговор Пизона
За́говор Пизо́на (лат. coniuratio Pisonis) — крупный заговор против императора Нерона в 65 году с целью его убийства и передачи власти аристократу Гаю Кальпурнию Пизону. Закончился неудачей, большая часть участников погибла. Наиболее подробно описан у Тацита («Анналы»), упоминается у Диона Кассия, Светония и Полиэна.

## Предпосылки

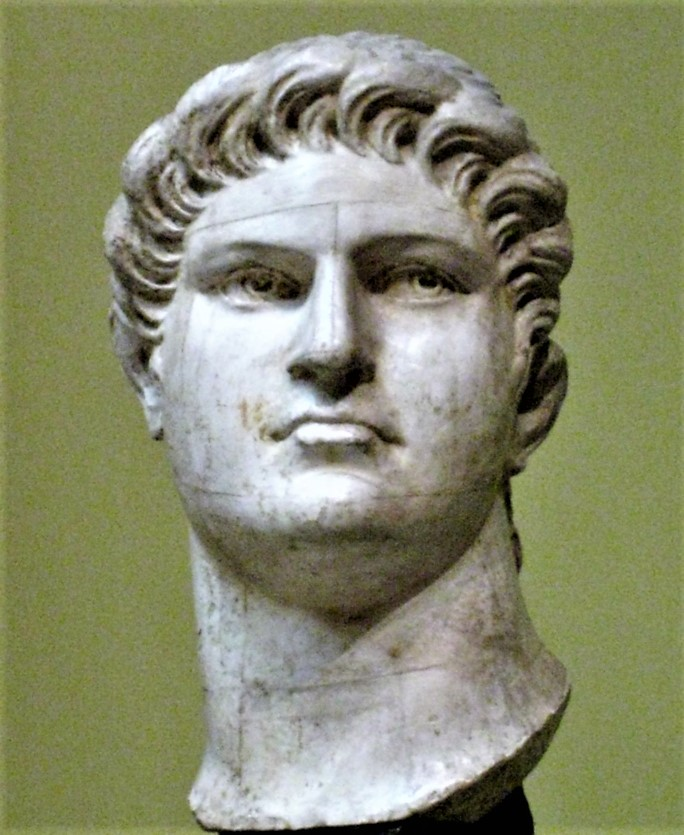
Нерон. Пушкинский музей

В начале 60-х годов, после убийства матери и ухода обоих многолетних наставников (префект претория Секст Афраний Бурр умер, а Луций Анней Сенека добровольно отошёл от дел) поведение Нерона резко изменилось: он постепенно сократил полномочия сената, стал совершать экстравагантные поступки и, наконец, перешёл к прямой деспотии: массовым казням и конфискациям имущества. Это не могло не вызвать протеста в высших слоях римского общества. Сложился обширный заговор, зачинщиков которого определить затруднительно, но, скорее всего, это был не Пизон. Его кандидатура на роль будущего обладателя верховной власти возникла в планах заговорщиков поскольку он был связан родственными узами со многими аристократическими семьями и пользовался популярностью у простого народа. О дарованиях самого Пизона Тацит высказывается довольно скептически.
Наиболее ревностными участниками заговора, «судя по твёрдости, с какой они встретили смерть», Тацит называет трибуна преторианской когорты Субрия Флава и центуриона Сульпиция Аспера, к которым присоединились знаменитый поэт и родственник Сенеки Марк Анней Лукан и консул будущего года Плавтий Латеран, а также представители сенаторского сословия Флавий Сцевин и Афраний Квинкциан. У некоторых заговорщиков с императором были личные счёты: например, Аннею Лукану Нерон, также упражнявшийся в стихосложении, завидовал и запрещал распространять свои сочинения, а Афрания Квинкциана «опозорил… в поносном стихотворении». Дион Кассий не упоминает Пизона вообще; по его словам, во главе заговора стояли Сенека и префект претория Луций Фений Руф.

## Развитие заговора
Начавшись в довольно узком кругу, заговор постепенно охватил большое количество представителей всаднического сословия и офицерства. Наиболее влиятельной фигурой в рядах заговорщиков был префект претория Луций Фений Руф, «снискавший добрую славу своим образом жизни, но обойдённый расположением принцепса» из-за интриг своего напарника. Заговорщики медлили, не в состоянии определиться с планом убийства Нерона. Тем временем вольноотпущенница Эпихарида, которая была наложницей старшего брата Сенеки Юния Аннея Галлиона, устав от их нерешительности, попыталась склонить на сторону заговора командиров Мизенского флота: поскольку Нерон любил морские путешествия, участие военных моряков расширило бы возможности заговорщиков. Наварх Волузий Прокул был одним из тех, кому Нерон поручил убить свою мать, и считал себя недостаточно вознаграждённым за это; в частном разговоре с Эпихаридой он угрожал отомстить императору. Эпихарида предложила ему присоединиться к заговору в расчёте на достойную награду, не называя имён своих сообщников. Однако Прокул предпочёл донести обо всём Нерону. На очной ставке Эпихарида всё отрицала, свидетелей их с Прокулом разговора не было, но поскольку у Нерона остались сомнения, она была удержана под стражей.
Опасаясь разоблачения, заговорщики решили ускорить выполнение задуманного. Отвергнув первоначальный план покушения на Нерона на вилле Пизона в Байях, они решили напасть на императора на посвящённых Церере цирковых играх. Плавтий Латеран под видом мольбы к императору должен был припасть к ногам Нерона и повалить его на землю, а остальные заговорщики нанести смертельные удары. Пизона, ожидающего в храме Цереры, вызвали бы Фений Руф с сообщниками и понесли в преторианский лагерь. Тацит со ссылкой на Плиния сообщает также, что Антония, дочь императора Клавдия, должна была сопровождать Пизона, чтобы привлечь к нему расположение простого народа, а затем вступить с ним в брак. Однако сам Тацит считает это сообщение совершенно недостоверным.

## Разоблачение
Накануне намеченного дня покушения заговор был раскрыт по доносу вольноотпущенника Флавия Сцевина — Милиха (лат. Milichus). Возвратившись домой после продолжительного разговора с Антонием Наталом, Сцевин поручил Милиху наточить кинжал, взятый в одном из храмов и «посвящённый свершению великого дела», а также приготовить повязки для ран и останавливающие кровь средства. Кроме того, он устроил богатое пиршество, наиболее любимым рабам дал свободу, а остальных одарил деньгами. Милих, видя подозрительные приготовления и подстрекаемый женой, решил предать своего патрона. Он отправился к вольноотпущеннику Нерона Эпафродиту, а тот доложил обо всём императору. Сцевин был схвачен, но ему удавалось оправдаться во всех обвинениях — до тех пор, пока дело не дошло до допроса Антония Натала. Допрошенные по отдельности, они по-разному отвечали на вопросы о содержании их последней беседы. Это вызвало подозрения, и обоих заковали в цепи. Они не вынесли вида показанных им орудий пыток. Первым заговорил Натал, указав на Пизона, а затем на Сенеку.
О роли последнего в заговоре достоверной информации нет; Тацит допускает, что признание Натала было оговором в стремлении угодить Нерону и облегчить собственную участь, поскольку другие допрошенные имя Сенеки не упоминали. Однако Дион Кассий и Плиний уверенно называют Сенеку одним из главных заговорщиков. Тацит передаёт слух о том, что на тайном совещании Субрия Флава с центурионами было решено, и не без ведома Сенеки, сразу же после убийства Нерона, которое должен был возглавить Пизон, умертвить и его, а верховную власть вручить Сенеке. Флав якобы говорил о том, что позор отнюдь не уменьшится, если по устранении кифареда (Нерон публично выступал с пением под кифару) его место займёт трагический актёр (Пизон выступал в трагедиях).
Узнав о показаниях Натала, Сцевин выдал остальных. Лукан, Квинциан и Сенецион долго хранили молчание, но, получив обещание безнаказанности (как впоследствии оказалось, не соответствующее действительности), назвали: Лукан — свою мать Ацилию, а Квинциан и Сенецион — своих самых близких друзей. Нерон, вспомнив о доносе Волузия Прокула, приказал пытать Эпихариду. Однако палачи самыми жестокими пытками не смогли вырвать у неё признание, а на следующий день ей удалось покончить с собой. По Риму были расставлены войска, производились массовые аресты всех заподозренных в причастности к заговору. Фений Руф, ещё не выданный никем из заговорщиков, принимал участие в дознании вместе с Нероном и Тигеллином и даже остановил Субрия Флава, у которого была возможность убить императора во время расследования.

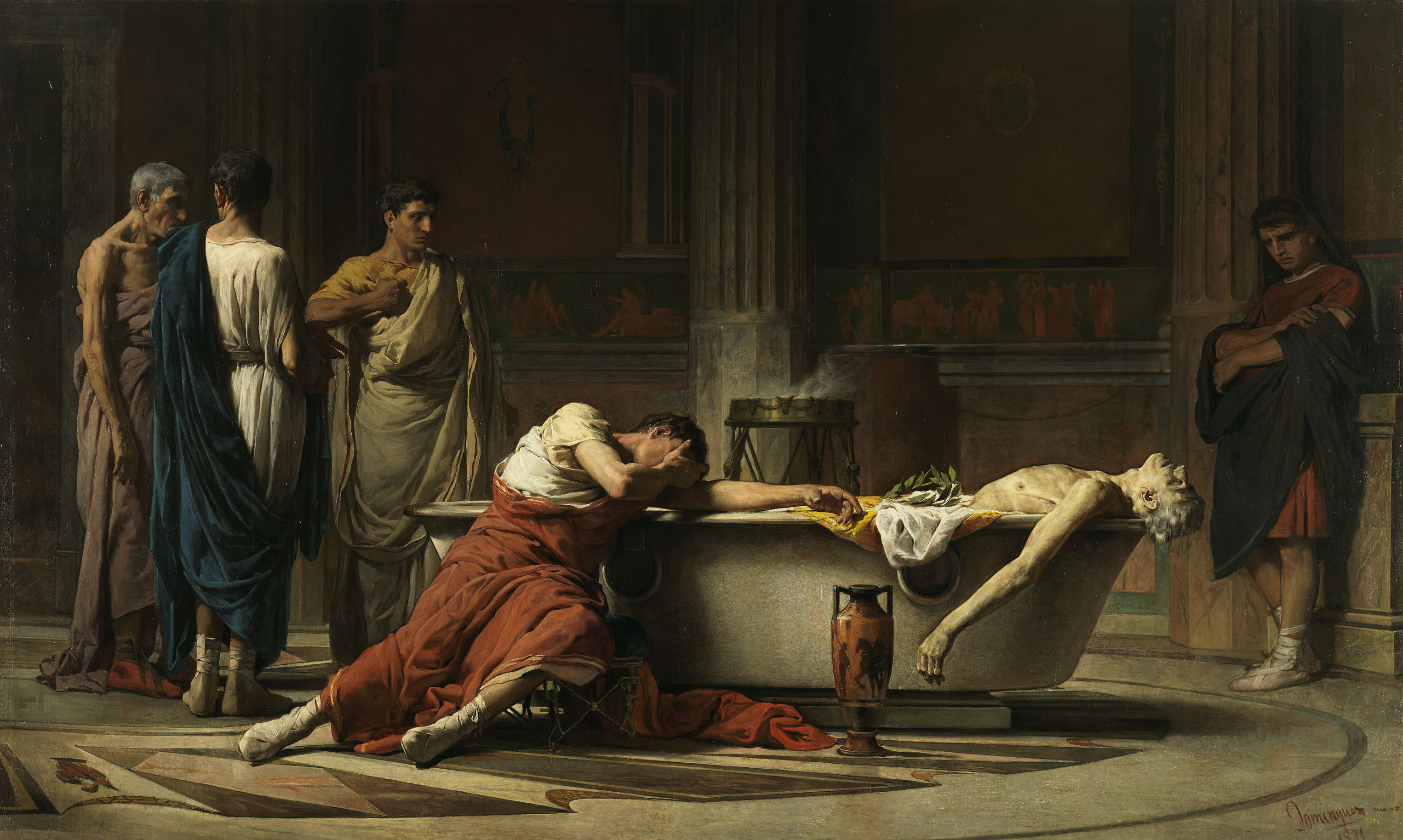
Самоубийство Сенеки на картине М. Домингеса Санчеса (1871). Прадо

Пизона убеждали, пока не обнаружены все нити заговора, начать открытый мятеж, однако он предпочёл ожидать смерти в своём доме. Когда прибыл отряд, направленный для его ареста, Пизон покончил с собой, вскрыв вены. Своё завещание «он наполнил отвратительной лестью Нерону» в надежде оградить от преследования горячо любимую жену Сатрию Галлу. Затем был казнён Плавтий Латеран, причём рукой Стация Проксума, также участника заговора. Сенека отрицал своё участие в заговоре, однако получил приказ Нерона покончить с собой. Тацит со ссылкой на несохранившееся сочинение Фабия Рустика сообщает, что доносивший до Сенеки волю императора трибун преторианской когорты и участник заговора Гавий Сильван по дороге свернул к Фению Руфу и спросил, следует ли ему повиноваться, на что Фений Руф посоветовал исполнять приказание. Сенека вскрыл вены, а затем попытку самоубийства совершила и его жена Помпея Паулина, но по приказу Нерона, «не питавшего личной ненависти к Паулине и не желавшего усиливать вызванное его жестокостью всеобщее возмущение», была спасена.
Фений Руф, надеявшийся остаться безнаказанным, был разоблачён Флавием Сцевином и Церварием Прокулом и казнён. Многих военных из числа заговорщиков постигла та же участь. Субрию Флаву Тацит приписывает следующий ответ на вопрос Нерона о причинах участия в заговоре: «Я возненавидел тебя. Не было воина, превосходившего меня в преданности тебе, пока ты был достоин любви. Но я проникся ненавистью к тебе после того, как ты стал убийцей матери и жены, колесничим, лицедеем и поджигателем». Также различным репрессиям подверглись многие лица, не принимавшие участия в заговоре, но признанные политически неблагонадёжными или вызывавшие неприязнь у Нерона, среди них консул Марк Юлий Вестин Аттик (покончил с собой), бывший муж Поппеи Сабины Руфрий Криспин и известный философ Гай Музоний Руф (изгнаны).
Милих получил награду и присвоил себе прозвище Сотер, то есть «спаситель». Антоний Натал и Церварий Прокул, своими показаниями разоблачившие многих сообщников, были помилованы. Были щедро вознаграждены Тигеллин, рядовые преторианцы и другие участники предотвращения заговора, включая будущего императора Нерву, который получил триумфальные знаки отличия. Сенат назначил многочисленные религиозные церемонии в связи с избежанием Нероном опасности.

## Известные участники
| Имя на русском языке | Имя на латыни          | Статус                       | Дальнейшая судьба        | Примечание                                      |
| -------------------- | ---------------------- | ---------------------------- | ------------------------ | ----------------------------------------------- |
| Гай Кальпурний Пизон | Gaius Calpurnius Piso  | сенатор                      | покончил с собой         |                                                 |
| Субрий Флав          | Subrius Flavus         | трибун преторианской когорты | казнён                   |                                                 |
| Сульпиций Аспер      | Sulpicius Asper        | центурион                    | казнён                   |                                                 |
| Марк Анней Лукан     | Marcus Annaeus Lucanus | поэт                         | принуждён к самоубийству | выдающийся поэт, вызывавший зависть у Нерона    |
| Плавтий Латеран      | Plautius Lateranus     | сенатор                      | казнён                   | консул следующего года                          |
| Флавий Сцевин        | Flavius Scaevinus      | сенатор                      | погиб                    |                                                 |
| Афраний Квинкциан    | Afranius Quintianus    | сенатор                      | погиб                    |                                                 |
| Клавдий Сенецион     | Claudius Senecio       | всадник                      | погиб                    |                                                 |
| Церварий Прокул      | Cervarius Proculus     | всадник                      | помилован                |                                                 |
| Волькаций Арарик     | Vulcatius Araricus     | всадник                      | погиб                    |                                                 |
| Юлий Авгурин         | Iulius Augurinus       | всадник                      | погиб                    |                                                 |
| Мунаций Грат         | Munatius Gratus        | всадник                      | погиб                    |                                                 |
| Антоний Натал        | Antonius Natalis       | всадник                      | помилован                |                                                 |
| Марций Фест          | Marcius Festus         | всадник                      | погиб                    |                                                 |
| Гавий Сильван        | Gavius Silvanus        | трибун преторианской когорты | покончил с собой         | помилован Нероном, но решил покончить с собой   |
| Стаций Проксум       | Statius Proxumus       | трибун преторианской когорты | помилован                | по приказу Нерона убил Плавтия Латерана         |
| Максим Скавр         | Maximus Scaurus        | центурион                    | казнён(?)                |                                                 |
| Венет Павел          | Venetus Paullus        | центурион                    | казнён(?)                |                                                 |
| Луций Фений Руф      | Lucius Faenius Rufus   | префект претория             | казнён                   |                                                 |
| Эпихарида            | Epicharis              | вольноотпущенница            | покончила с собой        | во время дознания, чтобы не выдать заговорщиков |

## Отражение в культуре
- Заговор Пизона описан в романах «Камо грядеши» (1894—1896) Генрика Сенкевича, «Нерон» (1965) Александра Кравчука, «Подземный гром» (1965) Джека Линдсея.
- Самоубийство Сенеки запечатлено на картинах Питера Пауля Рубенса (1612 или 1613), Маттиаса Стома (первая половина XVII века), Луки Джордано (около 1660), Жака Вайланта (до 1691), Жака-Луи Давида (1773), Мануэля Домингеса Санчеса (1871) и других.

### Первичные источники
- Тацит. Анналы, XV, 48—74: текст на латинском и русском
- Дион Кассий. Римская история, LXII, 24—27: текст на древнегреческом, английском и русском
- Светоний. Жизнь двенадцати цезарей, Нерон, 36: текст на латинском и русском
- Полиэн. Военные хитрости, VIII, 62: текст на древнегреческом и русском

### Вторичные источники
- Грант, Майкл. Заговор Пизона // Нерон. Владыка земного ада. — М.: Центрполиграф, 2003. — 336 с. — (Nomen est Omen). — 6000 экз. — ISBN 5-227-01895-2.
- Сизек, Эжен. Заговор Пизона // Нерон. — Ростов-на-Дону: Феникс, 1998. — 448 с. — (След в истории). — 5000 экз. — ISBN 5-222-00197-0.